# Dolichiscus kai
Dolichiscus kai là một loài chân đều trong họ Austrarcturellidae. Loài này được Poore miêu tả khoa học năm 1998.